# Chitară semi-acustică

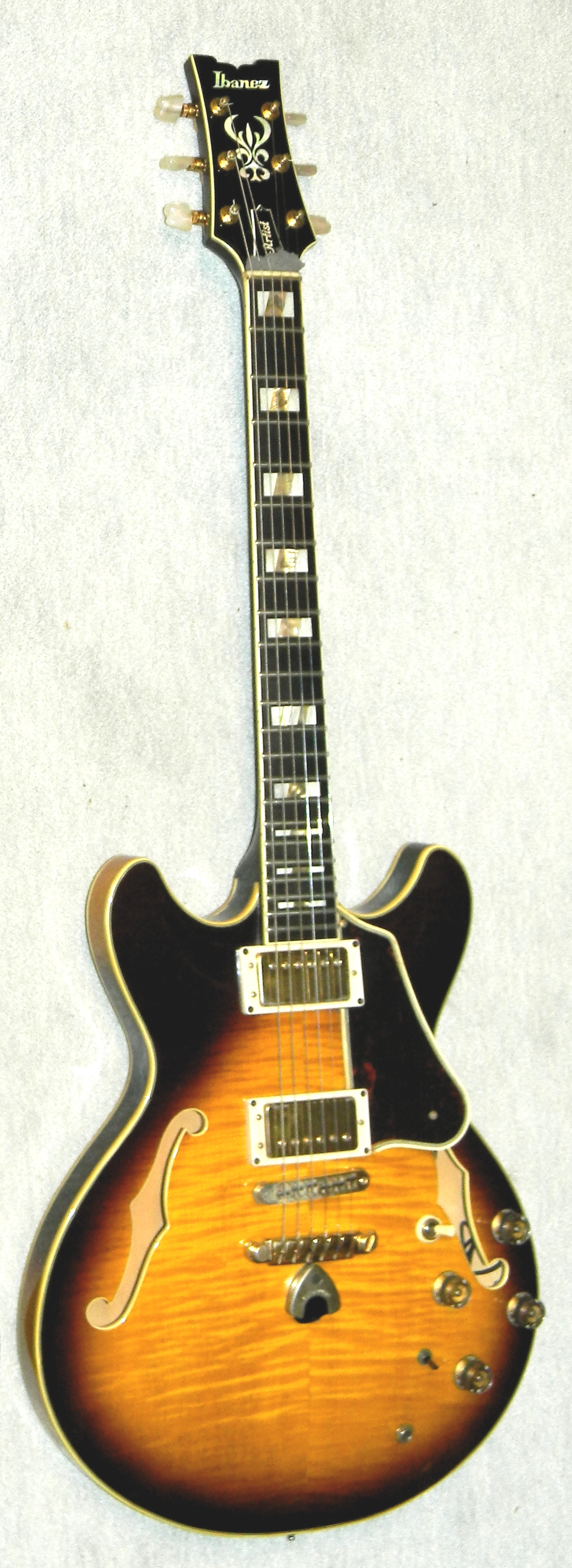
Chitară semi-acustică Ibanez Artist A-200

Chitara semi-acustică este un tip de chitară electrică ce își are originile în anii 1930. Are o cutie de rezonanță și una sau mai multe doze. Nu este același lucru cu chitara electro-acustică care este o chitară acustică la care este adăugată o doză sau alte mijloace de amplificare, adăugate fie de producător fie de interpret.

## Istoric
În anii 1930 chitariștii și producătorii de chitare încercau să crească volumul unei chitare deoarece instrumentul avea probleme în competiția cu alte instrumente din cauza lipsei de volum, în special în orchestrele mari și în formațiile de jazz. Acest fapt a creat o serie de experimente ce se axau pe crearea unei chitare ce poate fi amplificată prin intermediul curenților electrici iar sunetul să fie redat printr-un difuzor. În 1936 producătorul american Gibson a încercat să lanseze prima linie de chitare electrice. Aceste chitare, cunoscute sub numele de ES-150 (Electric Spanish Series), au fost primele modele de chitare semi-acustice.

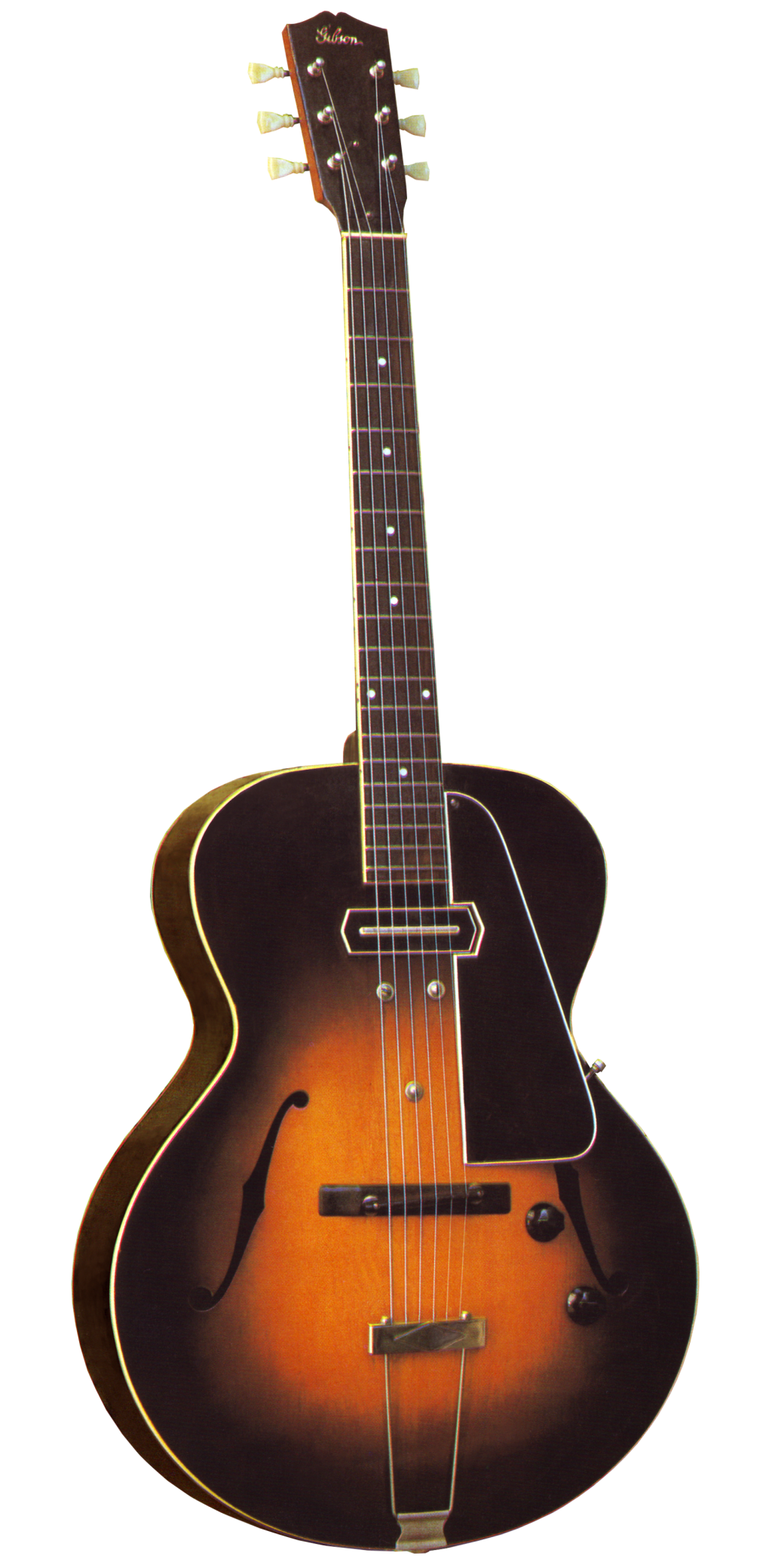
Gibson ES-150, prima chitară semi-acustică

Acest model avea o cutie de rezonanță archtop pe care se aflau două tăieturi în forma literei f (asemănătoare cu alte viorii) care funcționau pe post de rezonator. Acest model a fost utilizat pentru a se înlocui chitarele jazz tradiționale populare la vremea respectivă. Cutia de rezonanță a chitarei permitea emiterea unei cantități limitate de unde sonore care să fie emise din cutia de rezonanță a chitarei, folosind același principiu ca la chitara acustică. Totuși, adevăratul scop al acestor chitare era producerea sunetului prin intermediul undelor de sunet electrice. Acest lucru a fost posibil prin folosirea unei doze Charlie Christian, o doză magnetică ce permitea sunetului produs de chitară să fie amplificat prin intermediul curentului electric. Sunetul clar produs de aceste doze au făcut chitarele ES populare aproape imediat în rândul muzicienilor de jazz. Prima chitară semi-acustică este adesea considerată ca fiind un punct important în evoluția de la chitara acustică la chitara electrică.
Totuși, modelul ES-150 al celor de la Gibson a fost lansat la câțiva ani după ce compania Rickenbacker a lansat prima chitară electrică cu corp solid. Seria ES era practic doar un experiment al companiei Gibson pentru a testa succesul potențial al chitarelor electrice. Acest experiment a fost un succes din punct de vedere financiar iar chitara ES-150 este considerată prima chitară electrică de succes. Un an mai târziu ES-150 a fost urmată de ES-250 în ceea ce va deveni o linie lungă de chitare semi-acustice Gibson.
În 1949 Gibson a lansat două modele noi (ES-175 și ES-5). Aceste chitare aveau doze electrice montate din fabrică care vor deveni standard și pot fi considerate ca fiind primele chitare semi-acustice 100% electrice. Înainte de acestea, chitarele semi-acustice nu veneau dotate cu doze, ci acestea erau folosite ca atașament (puteau fi detașate). Chiar dacă a crescut producția și popularitatea chitarelor electrice cu corp solid, încă exista o piață de chitariști care doreau să meargă pe direcția chitarelor semi-acustice tradiționale din anii 1930 dar, în același timp, doreau versatilitatea și confortul chitarelor electrice cu corp solid. Câteva modele, cum ar fi Gibson ES-350T, au fost fabricate în anii 1950 pentru a răspunde la cererea de producere de chitare semi-acustice cât mai confortabile.
Chiar dacă Gibson a efectuat principalele modificări la chitarele semi-acustice în anii 1930 și 1950, aceste tipuri de chitare au început să fie produse și de alte mărci, cum ar fi Rickenbacker, Gretsch sau Epiphone.

## Utilizare
Chitarele semi-acustice au fost în general apreciate pentru tonul curat și cald. Aceste calități au dus la utilizarea intensivă a acestora în muzica jazz din anii 1930. După apariția modelelor noi îmbunătățite, chitara semi-acustică a început să fie utilizată și în muzica pop, blues, folk, rock sau country. Pe măsură ce muzica rock a devenit tot mai experimentală în anii 1960 și 1970 chitara semi-acustică a devenit tot mai populară.
Astăzi chitarele semi-acustice sunt încă intens utilizate în muzica jazz, indie rock sau alte genuri. Numeroși chitariști au utilizat chitara semi-acustică, inclusiv John Lennon, Eric Clapton, B.B. King, Steve Howe sau Chuck Berry. Chitarele semi-acustice sunt apreciate și pentru avantajul lor de chitară de studiu deoarece atunci când se interpretează la chitară neamplificat sunetul produs de cutia de rezonanță are un volum mai mic decât la chitara acustică.

## Galerie

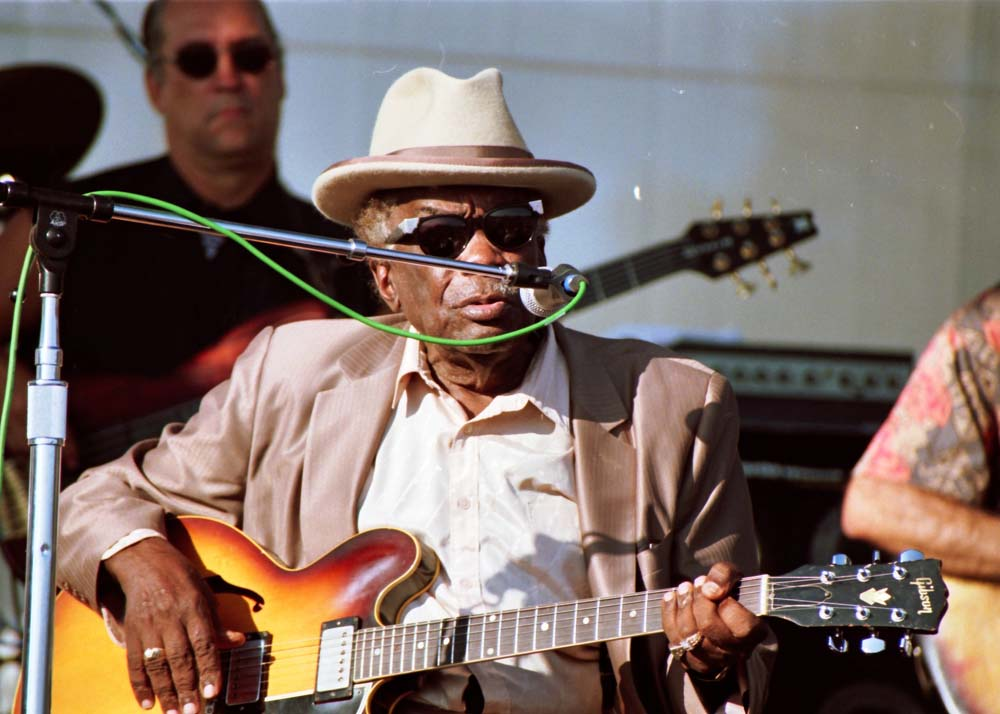
John Lee Hooker cu o chitară semi-acustică Gibson Sheraton
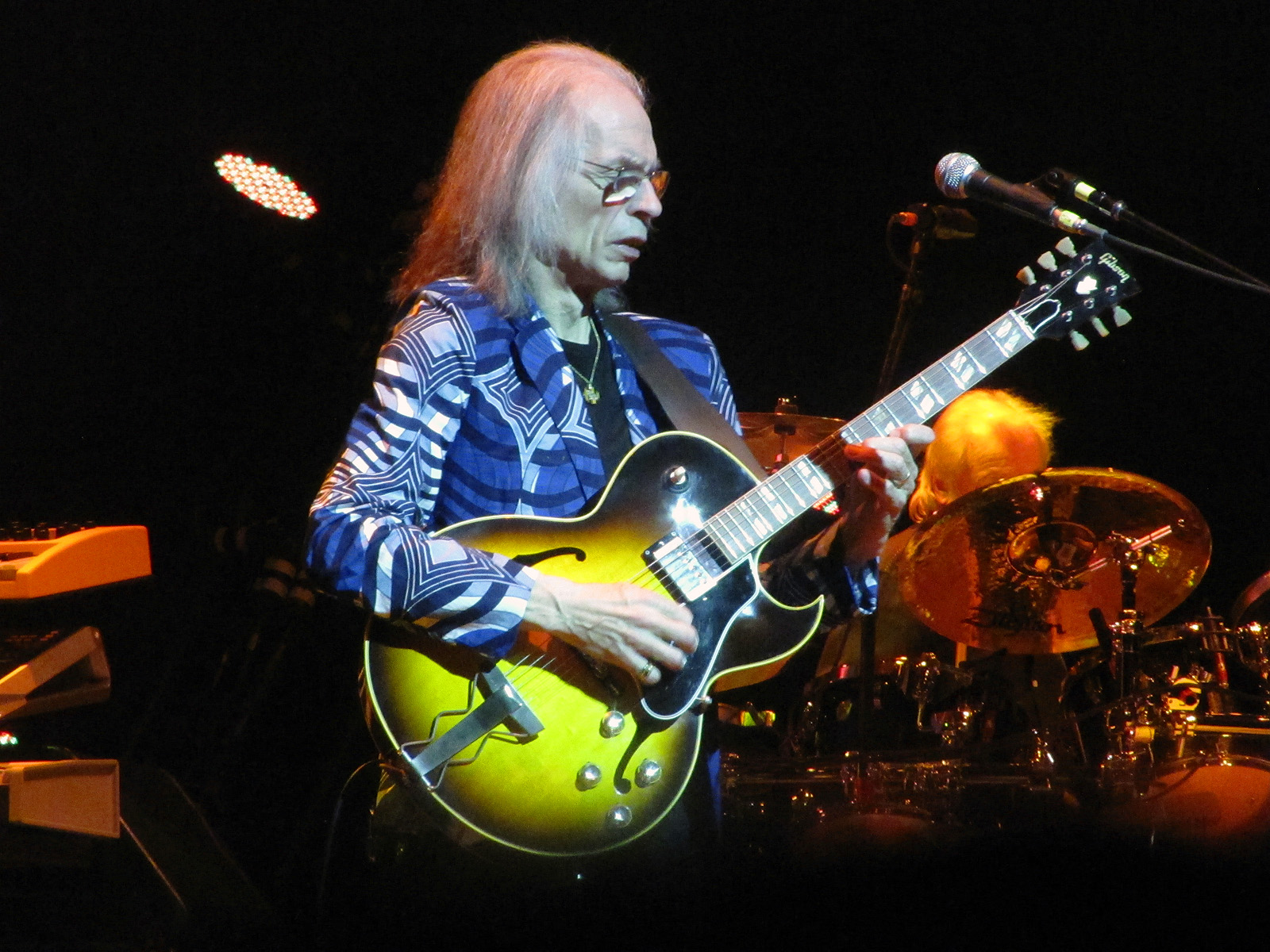
Steve Howe cu o chitară Gibson ES-175D
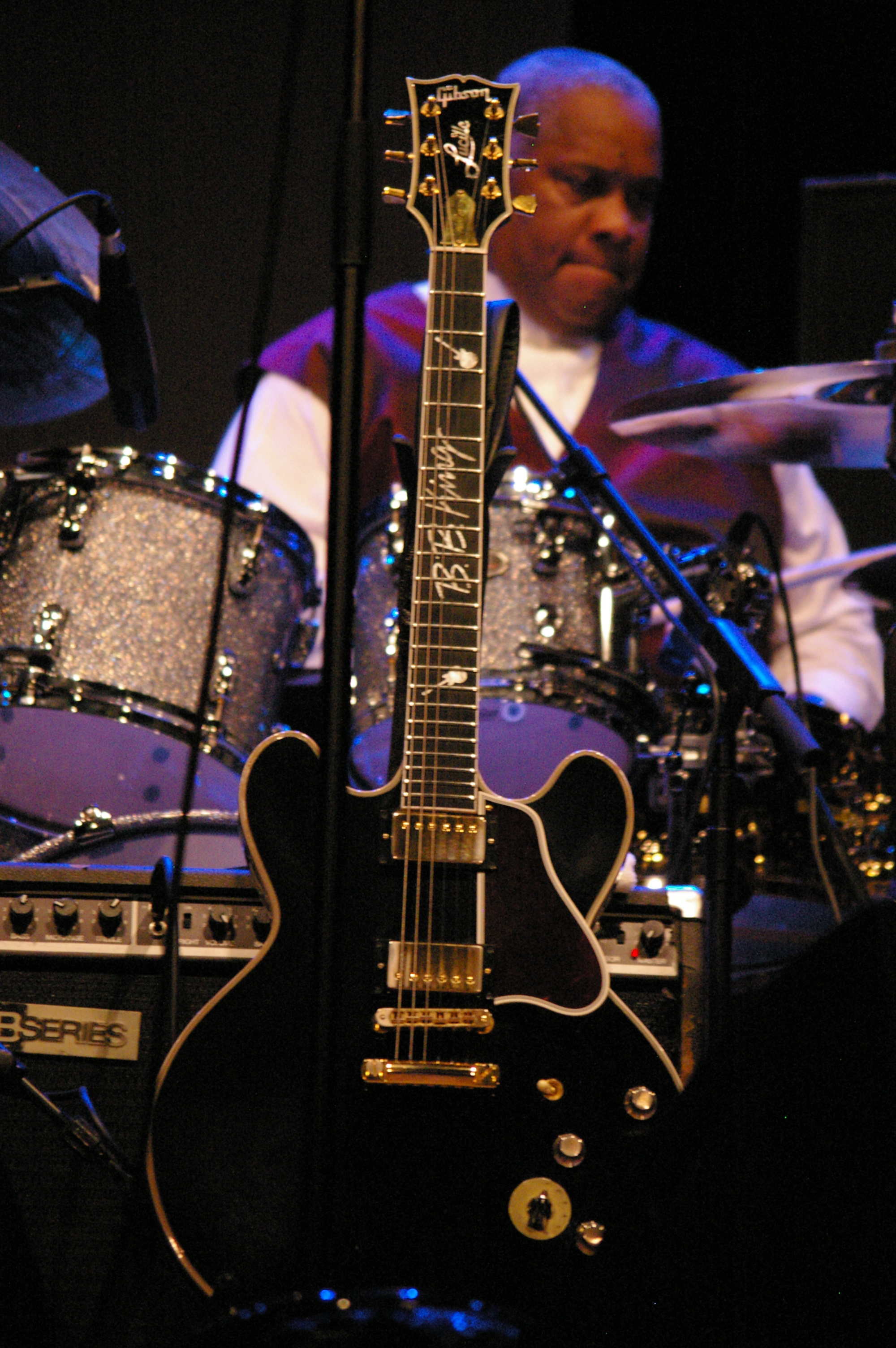
Chitara Gibson Lucille a lui B.B. King
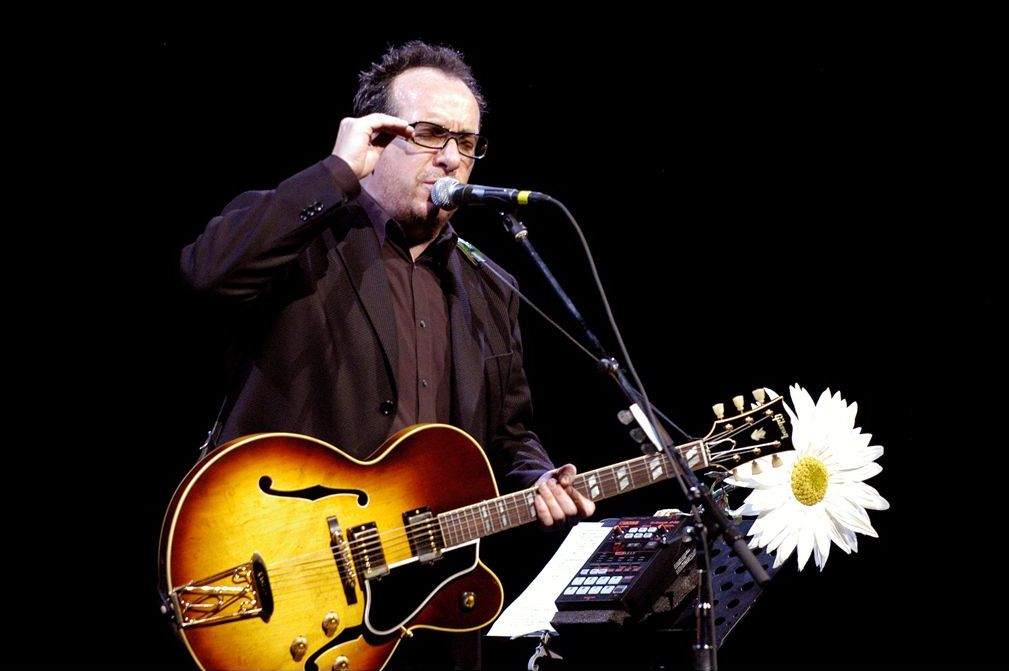
Elvis Costello cu o chitară Gibson ES-175
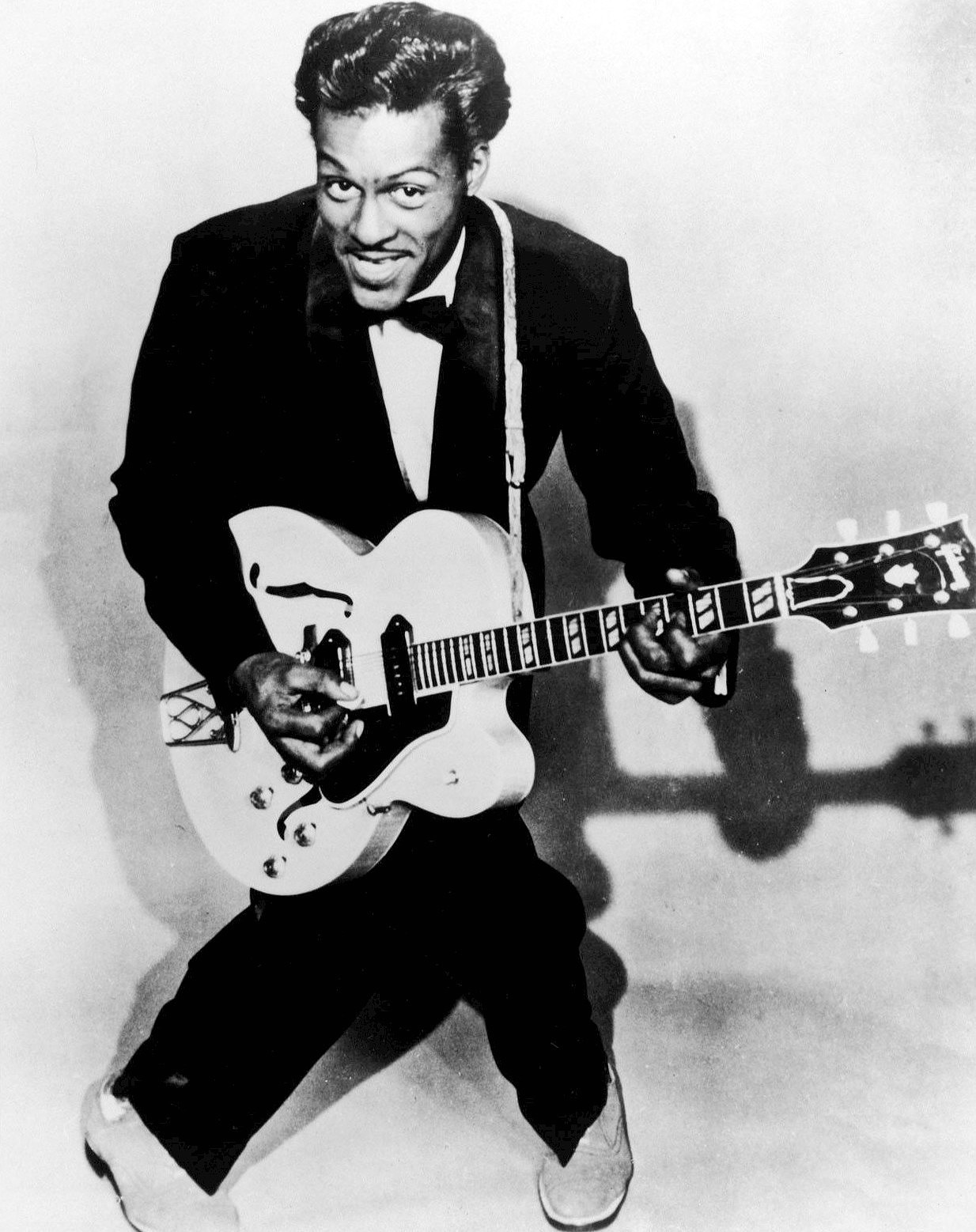
Chick Berry cu o chitară Gibson ES-350 T
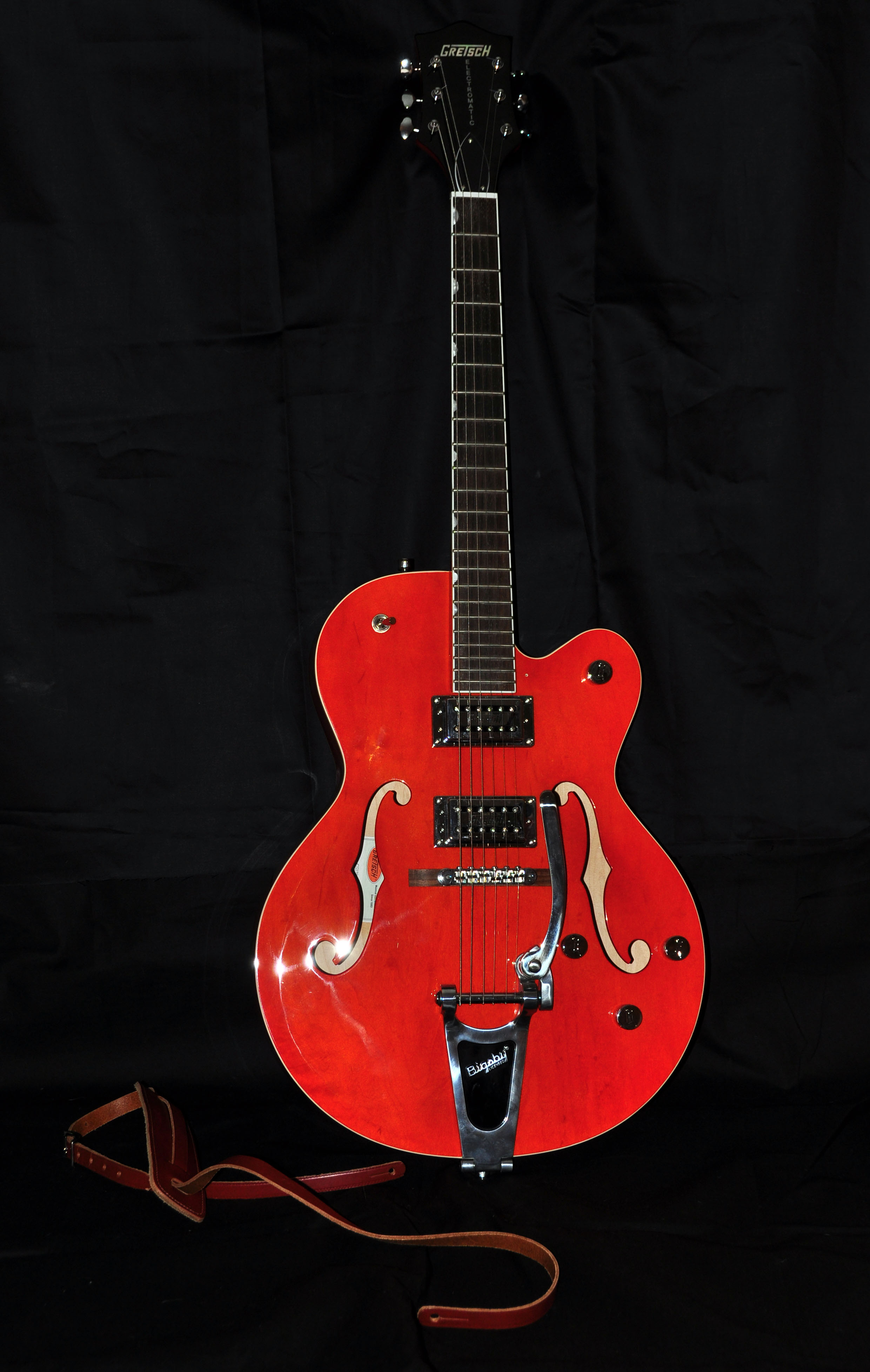
Gretsch G5120
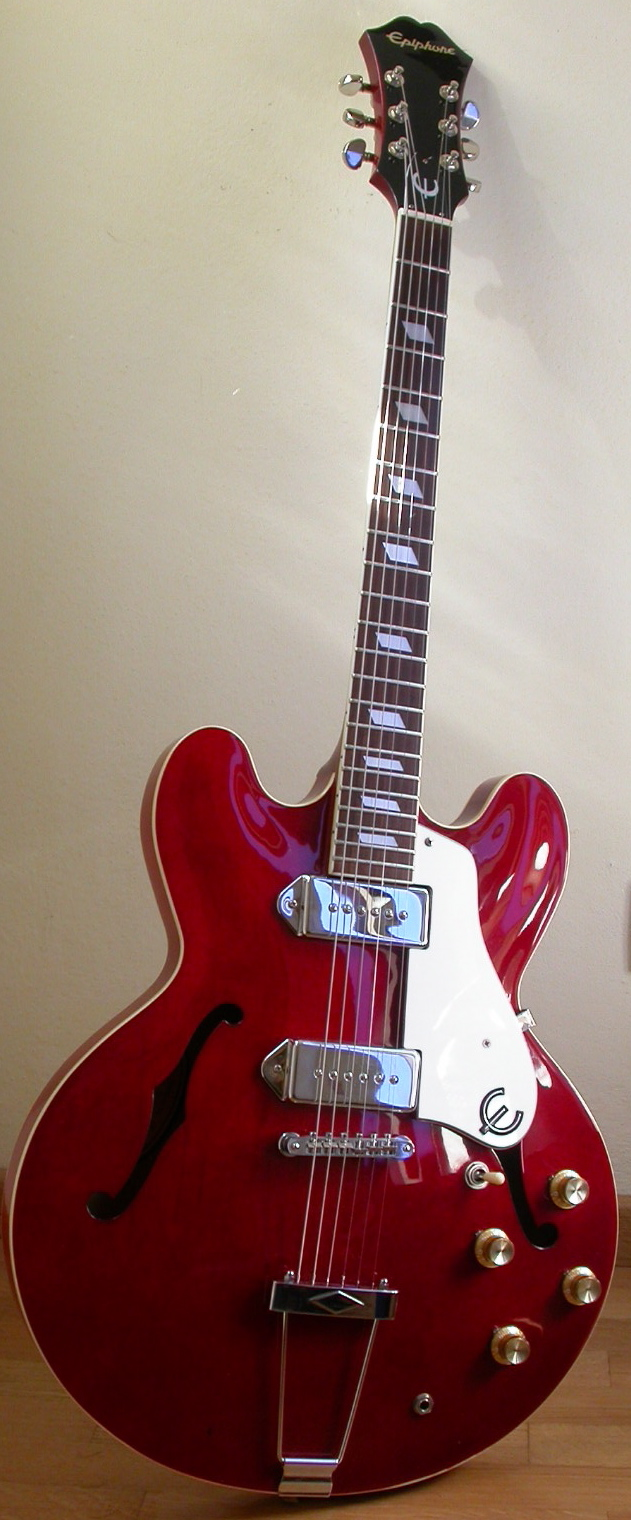
Epiphone Casino
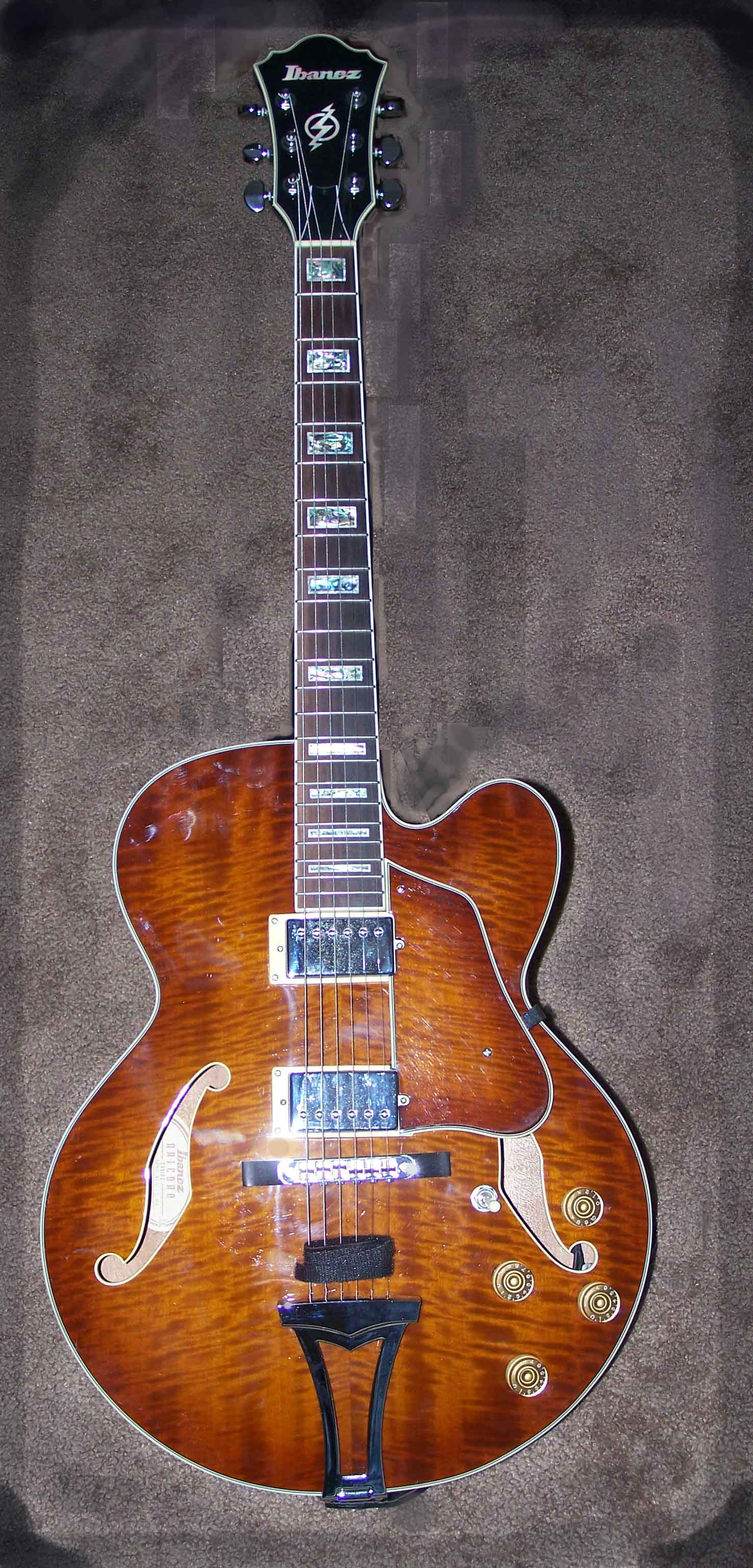
Ibanez Artcore AF85